# Cryptocarya crassifolia
Cryptocarya crassifolia là loài thực vật có hoa trong họ Nguyệt quế. Loài này được Baker mô tả khoa học đầu tiên năm 1883.